# Advanced Aerospace Threat Identification Program
Advanced Aerospace Threat Identification Program (Chương trình Nhận dạng Hiểm họa Hàng không Vũ trụ Tiên tiến, viết tắt AATIP) là một nỗ lực điều tra bí mật được Chính phủ Mỹ tài trợ để nghiên cứu vật thể bay không xác định (UFO). Chương trình lần đầu tiên được công khai vào ngày 16 tháng 12 năm 2017. Chương trình bắt đầu vào năm 2007, với kinh phí 22 triệu đô la trong năm năm cho đến khi các khoản chiếm dụng có sẵn đã kết thúc vào năm 2012. Chương trình bắt đầu tại Cục Tình báo Quốc phòng. Mặc dù chương trình AATIP chính thức đã kết thúc, một nhóm các chuyên gia quan tâm đã mở rộng nỗ lực, thành lập một tổ chức phi lợi nhuận có tên là "Viện Hàn lâm Khoa học và Nghệ thuật To The Stars".

## Lịch sử

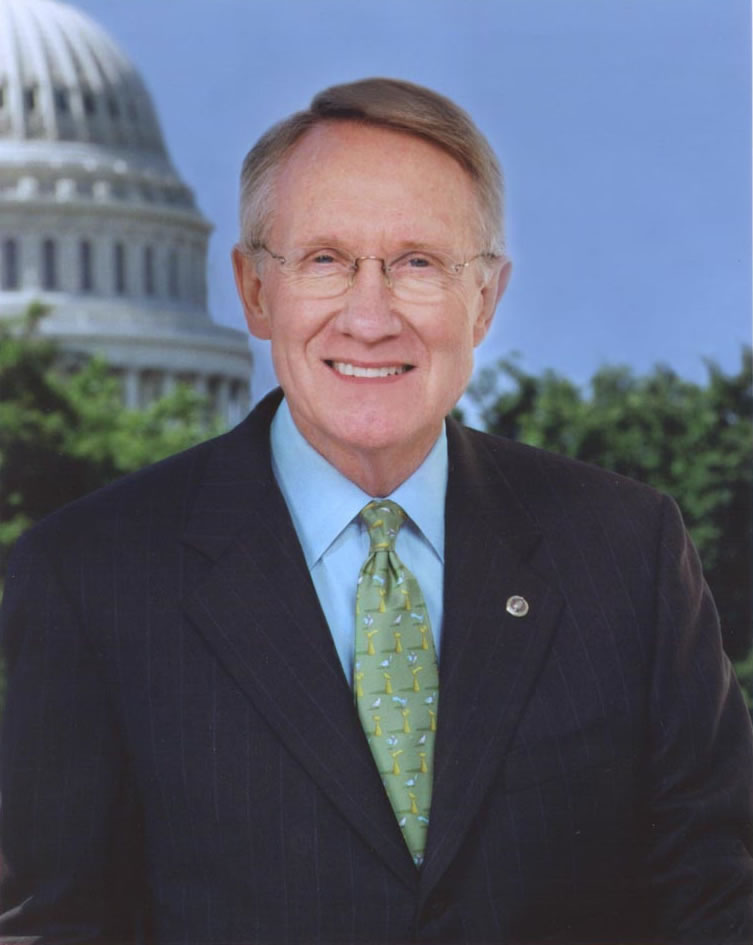
Thượng nghị sĩ Reid năm 2002

Chương trình do Thượng nghị sĩ Harry Reid (D-Nevada) khởi xướng nhằm nghiên cứu các hiện tượng trên không không giải thích được theo sự khuyến khích từ người bạn của Reid, doanh nhân Nevada và nhà thầu chính phủ Robert Bigelow, và với sự ủng hộ của cựu Thượng nghị sĩ Ted Stevens (R-Alaska) và Daniel Inouye (D-Hawaii), chương trình bắt đầu tại Cục Tình báo Quốc phòng năm 2007 và kết thúc sau năm năm, với ngân sách 22 triệu đô la trải đều trong năm năm.
Được phỏng vấn về kết quả việc tiết lộ chương trình này, Reid bày tỏ niềm tự hào về thành tích của mình và dẫn lời rằng "Tôi nghĩ đó là một trong những điều tốt mà tôi đã làm trong nhiệm kỳ quốc hội của mình. Tôi đã làm một việc mà trước đây chưa ai làm." AATIP đã tạo ra một báo cáo hiện tại dài 490 trang tài liệu viết về những vụ chứng kiến UFO trên toàn thế giới trong nhiều thập kỷ. Báo cáo này chưa được công bố.
Chương trình này nằm dưới sự lãnh đạo của Luis Elizondo, người đã từ chức khỏi Lầu Năm Góc vào tháng 10 năm 2017 để phản đối bí mật của chính phủ và chống đối cuộc điều tra, nêu rõ trong lá thư từ chức gửi Bộ trưởng Quốc phòng James Mattis rằng chương trình này không được coi trọng. Trong khi Bộ Quốc phòng Mỹ tuyên bố rằng chương trình đã được chấm dứt vào năm 2012, tình trạng chính xác của chương trình và việc chấm dứt chương trình vẫn chưa rõ ràng.
Politico đã cho đăng một bài phát biểu của một cựu nhân viên quốc hội ẩn danh rằng, "Sau một thời gian[,] sự đồng thuận [rằng] chúng tôi thực sự không thể tìm thấy bất cứ thứ gì có nội dung như vậy,"..."Họ đã tạo ra hàng loạt giấy tờ. Rằng thực sự không có gì ở đó mà chúng tôi có thể tìm thấy. Tất cả đã tan biến hoàn toàn từ lý do đó một mình—và mức độ quan tâm đang bốc hơi. Chúng tôi chỉ làm điều đó trong một vài năm." Benjamin Radford viết trên tạp chí Skeptical Inquirer rằng trong số những thông tin ít ỏi được chương trình đưa ra là "một số đoạn video ngắn về các máy bay phản lực quân sự gặp phải thứ gì đó mà họ không thể xác định được...." 
Người quản lý chương trình, Luis Elizondo, cho biết vào ngày 19 tháng 12 năm 2017, rằng ông tin là "có bằng chứng rất thuyết phục chúng ta có thể không đơn độc." Một danh sách đầy đủ toàn bộ 38 bài nghiên cứu được công bố do chương trình thu thập đã có sẵn vào tháng 1 năm 2019.

## Truyền thông
Chương trình đã thu hút sự chú ý của công chúng vào ngày 16 tháng 12 năm 2017, trong mục tin tức trên Politico và The New York Times. Câu chuyện trên tờ Times bao gồm những nghi ngờ về chuyến viếng thăm của người ngoài hành tinh được thể hiện bởi James Oberg, một nhà văn viết về vũ trụ và kẻ lật tẩy UFO, và Sara Seager, một chuyên gia khoa học về bầu khí quyển của các hành tinh ngoài Hệ Mặt Trời. Oberg nói "Có rất nhiều sự kiện bình thường và đặc điểm nhận thức của con người có thể giải thích cho những câu chuyện này", dù ông đã hoan nghênh nghiên cứu sâu hơn. Times cũng đưa tin về "Robert Bigelow, một doanh nhân tỷ phú và là người bạn lâu năm của ông Reid, đã nhận được phần lớn số tiền được phân bổ cho chương trình Lầu Năm Góc."
Mặc dù chương trình không được nêu tên cụ thể, nhưng người đứng đầu chương trình Elizondo được trích lời trên tờ The Huffington Post vào cuối tháng 10 năm 2017. Vài ngày trước đó, Elizondo tuyên bố mình có liên quan đến việc thành lập một công ty hàng không vũ trụ, khoa học, huyền bí và giải trí được gọi là, 'To the Stars, Inc.' hoặc Viện Hàn lâm Khoa học và Nghệ thuật To the Stars.
The Washington Post đưa tin vào ngày 16 tháng 12 năm 2017, rằng chính Elizondo chịu trách nhiệm công bố các cảnh quay được thực hiện bởi các máy bay chiến đấu của Mỹ dường như cho thấy các vật thể trên không điều khiển theo cách không thể giải thích được trong vụ bắt gặp vật thể trên không của tàu USS Princeton. Tờ báo cũng tuyên bố rằng họ đã thực hiện một vài cuộc phỏng vấn với Elizondo  và cựu Phó Trợ lý Bộ trưởng Quốc phòng đặc trách Tình báo Christopher Mellon, từng hợp tác với Elizondo trong một liên doanh tư nhân mang tên "To the Stars Academy for Arts and Sciences".
Trong một bài báo Politico không đề ngày tháng (2018/2019), Dana White đã xác nhận rằng Elizondo đúng là giám đốc của AATIP, người được Tổng thống Trump bổ nhiệm. Một cuộc điều tra về hành vi sai trái của cô và cô đã thoát được nhờ giấy phép an ninh và chức vụ của mình.
Ngày 16 tháng 1 năm 2019, Cục Tình báo Quốc phòng đã công bố danh sách 38 sách nghiên cứu mà chương trình theo đuổi để đáp ứng yêu cầu của Đạo luật Tự do Thông tin (FOIA) theo yêu cầu của Steven Aftergood, Giám đốc Dự án Bảo mật Chính phủ Liên bang của Giới Khoa học Mỹ. Một chủ đề nghiên cứu như vậy, "Traversable Wormholes, Stargates, and Negative Energy," dưới sự dẫn dắt của Eric W. Davis thuộc hãng EarthTech International Inc, được thành lập bởi Harold Puthoff, từng tham gia vào Dự án Stargate. Một dự án khác có tên là "Invisibility Cloaking" dưới sự lãnh đạo của nhà khoa học người Đức Ulf Leonhardt, giáo sư tại Viện Khoa học Weizmann ở Israel. Nghiên cứu của Leonhardt liên quan đến quang học lượng tử lý thuyết, và vào năm 2006, công trình của ông về lý thuyết tạo ra "một cái ‘lỗ’ vô hình trong không gian, trong đó các vật thể có thể được ẩn giấu" được tờ Nature trích nguyên văn. Một công trình khác, "Warp Drive, Dark Energy, and the Manipulation of Extra Dimensions," là do công lao của nhà vật lý lý thuyết Richard Obousy, giám đốc của tổ chức phi lợi nhuận Icarus Interstellar.
Ngày 22 tháng 5 năm 2019, phát ngôn viên Lầu Năm Góc Christopher Sherwood đã xác nhận với tờ New York Post rằng chương trình "đã theo đuổi nghiên cứu và điều tra các hiện tượng không trung không xác định," xua tan những tin đồn rằng chương trình chỉ tập trung vào vật lý lý thuyết. Ngày 26 tháng 5 năm 2019, The New York Times đã đưa tin rằng các phi công của Hải quân Mỹ đã thông báo đầy đủ cho AATIP về những cuộc gặp gỡ với những vật thể không giải thích được trong mùa hè năm 2014 đến tháng 3 năm 2015 khi bay ở độ cao ngoài khơi Bờ Đông nước Mỹ. Tuy nhiên, Donald Trump nói rằng ông đã có một cuộc họp ngắn về AATIP, rồi ông tỏ thái độ hoài nghi về các tài liệu như vậy.
Ngày 1 tháng 6 năm 2019, The Intercept đã cho đăng một bài viết với một chuyên gia từ một email có được thông qua Yêu cầu Tự do Thông tin. Đoạn trích đã đặt câu hỏi về chức danh của Elizondo trong ATTIP Yes, AATIP có tồn tại, và nó "đã theo đuổi nghiên cứu và điều tra về các hiện tượng không trung không xác định," phát ngôn viên của Lầu Năm Góc Christopher Sherwood nói với tôi. Tuy nhiên, ông nói thêm: "Ngài Elizondo không có trách nhiệm liên quan đến chương trình AATIP khi ông làm việc tại OUSDI [Văn phòng Thứ trưởng Bộ Quốc phòng đặc trách Tình báo], cho đến thời điểm ông từ chức có hiệu lực vào ngày 10/4/2017." Nó đã bắt đầu tạo ra tranh cãi trong cộng đồng. To the Stars đã cố gắng làm xác minh bằng cách soạn thảo một email, "Chào John – Cảm ơn vì đã tiếp cận," DeLonge viết. "Ban đầu chương trình này đã hết [Cục Tình báo Quốc phòng] nhưng khi Lue tiếp quản nó vào năm 2010 với tư cách là Giám đốc, ông đã điều hành nó ra khỏi Văn phòng Bộ trưởng Quốc phòng (OSD) dưới quyền Thứ trưởng Bộ Quốc phòng đặc trách Tình báo (USDI). Hy vọng rằng điều đó được xác minh."